# Atomorpha falsaria
Atomorpha falsaria är en fjärilsart som beskrevs av Alphéraky 1892. Atomorpha falsaria ingår i släktet Atomorpha och familjen mätare. Inga underarter finns listade i Catalogue of Life.